# Coagulare

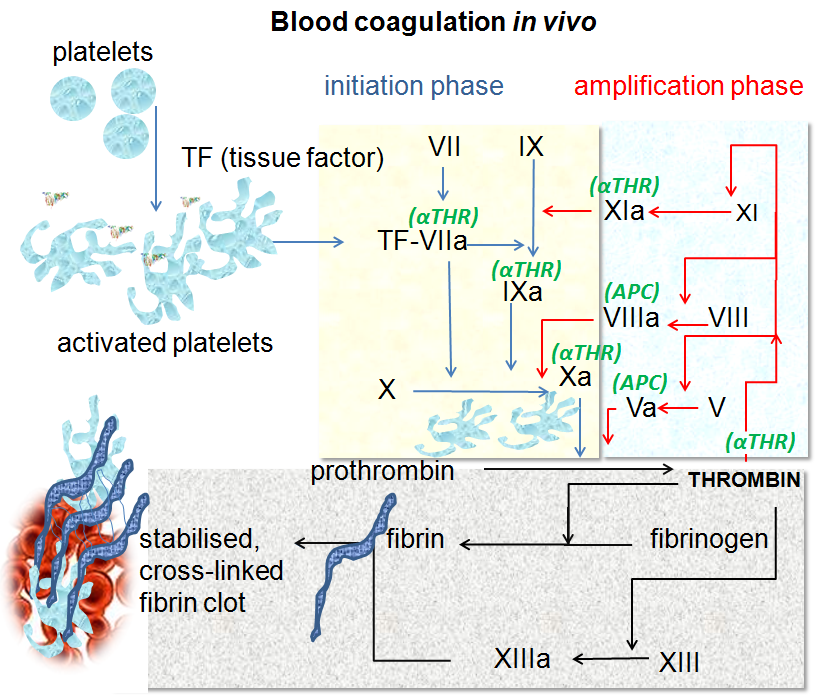
Schemă a coagulării, arătând rolul important al trombinei în acest proces

Coagularea este procesul prin care sângele se transformă din stadiul de lichid într-un gel, numit cheag (sau tromb). Coagularea este rezultatul hemostazei, un proces foarte complex care implică activarea, adeziunea și agregarea plachetară (a trombocitelor) dar și formarea unei rețele de fibrină. Stările patologice ale coagulării pot să se manifeste ori prin hemoragie (sângerare), ori prin tromboză.
Coagularea are loc, din punct de vedere biochimic, în momentul precipitării fibrinogenului, care se transformă în fibrină, o substanță insolubilă care formează o rețea. Până în acest punct, au loc diverse reacții enzimatice în cascadă, fiecare având un rol important pentru formarea în final a rețelei de fibrină. Un rol important îl joacă, printre altele, și trombina, rețeaua formându-se în prezența ei. 

## Farmacologie
Medicamentația cea mai frecventă este reprezentată de anticoagulante și antiagregantele plachetare. Anticoagulante pot fi: heparină și warfarină, iar antiagregante plachetare pot fi: aspirină, abciximab, dipiridamol, ticlopidină, clopidogrel, ticagrelor și prasugrel.

## Factori ai coagulării
| Nume                                                                  | Funcție                                                                       | Tulburări genetice asociate                    |
| --------------------------------------------------------------------- | ----------------------------------------------------------------------------- | ---------------------------------------------- |
| I (fibrinogen)                                                        | Formează cheagul de fibrină                                                   | Afibrinogenemie congenitală, amiloidoză renală |
| II (protrombină)                                                      | Forma activă (IIa) activează I, V, VII, XIII, proteina C, plachetele          | Protrombină G20210A, trombofilie               |
| III (factor tisular)                                                  | Cofactor al VIIa                                                              |                                                |
| IV (calciu)                                                           | Necesar legării factorilor de coagulare de fosfolipid                         |                                                |
| V (proaccelerină, factor labil)                                       | Cofactor pentru X, cu care formează protrombinaza                             | Rezistență la proteina C activată              |
| VI                                                                    | Forma activată a V                                                            |                                                |
| VII (proconvertină, factor stabil)                                    | Activează IX, X                                                               | Deficiență de factor VII                       |
| VIII (factor antihemofilic A)                                         | Cofactor pentru IX, cu care formează tenaza                                   | Hemofilie A                                    |
| IX (factor Christmas, factor antihemofilic B)                         | Formează tenaza împreună cu VIII, activează X                                 | Hemofilie B                                    |
| X (factor Stuart-Prower)                                              | Formează protrombinaza cu V, activează II                                     | Deficiență de factor X                         |
| XI (antecedent al tromboplastinei plasmatice, factor antihemofilic C) | Activează XII, IX și prekalikreina                                            | Hemofilie C                                    |
| XII (factorul Hageman)                                                | Activează prekalikreina și fibrinoliza                                        | Angioedem ereditar tip III                     |
| XIII (factor stabilizator al fibrinei)                                | Formarea legăturilor între monomerii de fibrină                               | Deficiență de factor XIIIa/b                   |
| Factor von Willebrand                                                 | Se leagă de VIII, mediază adeziunea plachetară                                | Boala von Willebrand                           |
| Prekalicreină (factor Fletcher)                                       | Activează XII și kininogenul cu greutate moleculară mare (HMWK)               | Deficiență de prekalicreină/factor Fletcher    |
| HMWK                                                                  | Activare reciprocă cu XII, XI și prekalicreina                                | Deficiență de kininogen                        |
| Fibronectină                                                          | Mediază adeziunea celulară                                                    | Glomerulopatie cu depozite de fibronectină     |
| Antitrombină III                                                      | Inhibă IIa, Xa și alte proteaze                                               | Deficiență de antitrombină III                 |
| HCII                                                                  | Inhibă IIa, cofactor pentru heparină și dermatan sulfat (antitrombina minoră) | Deficiență de HCII                             |
| Proteină C                                                            | Inactivează Va și VIIIa                                                       | Deficiență de proteină C                       |
| Proteină S                                                            | Cofactor pentru proteina C activată                                           | Deficiență de proteină S                       |
| Proteină Z                                                            | Mediază adeziunea trombinei la fosfolipide și stimulează degradarea X de ZPI  | Deficiență de proteină Z                       |
| ZPI                                                                   | Degradează X (în prezența proteinei Z) și XI                                  |                                                |
| Plasminogen                                                           | Este convertit la plasmină, lizează fibrina și alte proteine                  | Conjunctivită lemnoasă                         |
| α2-antiplasmină                                                       | Inhibă plasmina                                                               | Deficiență de antiplasmină                     |
| Activator tisular al plasminogenului (tPA)                            | Activează plasminogenul                                                       | Hiperfibrinoliză, trombofilie                  |
| Urokinază                                                             | Activează plasminogenul                                                       | Sindrom plachetar Quebec                       |
| PAI1                                                                  | Inactivează tPA și urokinaza (PAI endotelial)                                 | Deficiență de PAI1                             |
| PAI2                                                                  | Inactivează tPA și urokinaza (PAI placentar)                                  |                                                |
| Factor procoagulant din cancer                                        | Activator patologic al X, legat de statusul procoagulant din cancer           |                                                |